# STDU Viewer
STDU Viewer é um leitor universal de documentos nos formatos PDF, DjVu, Formatos digitais de histórias em quadrinhos (CBR ou CBZ), XPS, FB2, TCR, multipage TIFF, TXT, EMF, WMF, BMP, GIF, JPG, JPEG, PNG, PSD. Trabalha sob o Microsoft Windows e é gratuito para uso não comercial.

## Recursos
STDU Viewer tem uma interface de documento tabulada, ele exibe miniaturas das páginas, ele pode criar os bookmarks, ajustar cores e alterar as configurações de texto. O programa suporta três tipos de algoritmos de busca e apresenta os resultados da pesquisa em uma lista.
A rotação de 90 graus é útil para a orientação de retrato de monitores. Abrir as paginas do documento podem ser exportados para texto ou imagem.
O tamanho do arquivo de instalação e de 1,7 MB, o programa instalado é de cerca de 2,5 MB (por exemplo, o arquivo de instalação do Adobe Reader 9.1 pesa 26,1 MB, e Adobe Reader e de cerca de 335 MB).

## História
A primeira versão do STDU Viewer foi a versão 1.0.60, lançada a 13 de setembro de 2007. O programa suportava apenas os formatos PDF (incluindo hiperlinks embutidos), DjVu e TIFF.
Os caracteres Unicode têm sido suportados desde a versão 1.0.76. A função de impressão de documento ficou disponível pela primeira na versão 1.4.7.

## Críticas
STDU Viewer foi premiado por sua opção de ler uma grande variedade de formatos de eBook e por ser uma alternativa confiável aos leitores de documentos mais conhecidos.
O STDU Viewer foi incluido na lista dos 50 melhores freewares de 2009, de acordo Clubic.com.
O programa não é compatível com o CHM, LIT, HTML, DOC, RTF, e ePUB. Durante a impressão em formato PDF, cria um grande arquivo temporário, de modo que o processo de impressão é lento.